# Ишимовка
Иши́мовка — упразднённая деревня в Кишертском районе, Пермского края, Российской Федерации.

## География
Деревня Ишимовка расположена на левом берегу реки Ишимовки, в 8 километрах от села Молёбка, в 20 километрах от административного центра села Осинцево и в 50 километрах от районного центра села Усть — Кишерть. 

## История
До января 2006 года входила в состав Молёбского сельского совета, ныне в состав Осинцевского сельского поселения.
Раньше в деревне была бригада совхоза «Молёбский»

## Население
В деревне проживает 1 мужчина. Есть ЛПХ.
| Население д.Ишимовка | Население д.Ишимовка | Население д.Ишимовка | Население д.Ишимовка | Население д.Ишимовка | Население д.Ишимовка | Население д.Ишимовка | Население д.Ишимовка | Население д.Ишимовка | Население д.Ишимовка | Население д.Ишимовка | Население д.Ишимовка |
| 1891                 | 1904                 | 1926                 | 1963                 | 1969                 | 1989                 | 1996                 | 2002                 | 2006                 | 2008                 | 2010                 | 2014                 |
| -------------------- | -------------------- | -------------------- | -------------------- | -------------------- | -------------------- | -------------------- | -------------------- | -------------------- | -------------------- | -------------------- | -------------------- |
| 15                   | ↗37                  | ↗154                 | ↘74                  | ↘69                  | ↘4                   | ↘0                   | ↗1                   | ↗2                   | →2                   | ↘1                   | →1                   |